# 徐舟力
徐舟力（1921年3月—2007年8月，女，山东乳山人，中国大陆知名女记者，曾为中国大陆官方内部刊物《参考消息》的创刊人之一。
1939年，徐舟力参加中国人民抗日游击队；1940年，加入第三野战军九兵团；1941年，加入中国共产党。
抗战期间，她先后供职于东海昆嵛报社、胶东抗大及济南新民主报社，后在新华社华东分社任职。中华人民共和国成立后，徐舟力曾在中国人民大学外交系学习。
1953年起，她历任新华社驻印度、古巴、日本分社记者。1965年，徐舟力出任新华社干部处副处长、外事局副局长及《参考消息》编辑部副主任，参与领导该刊编撰。《参考消息》为当时中国大陆发行量最大的内部刊物。她曾被评为中国十大最具影响力女新闻工作者之一。
1985年12月，徐舟力离职休养。2007年8月，她在北京病逝。
丈夫：孔迈（曾用名孔东平）